# Карадениз (квартал в Газиосманпаша)
„Карадениз“ (на турски: Karadeniz) е квартал на Истанбул, разположен в околия Газиосманпаша. Общата му площ е 1,4 км2. Според данни на Адресната система за регистриране на населението (ABPRS) към 2023 г. населението на „Карадениз“ е 71 362 жители.